# Thomas Ernst von Danckelmann
Thomas Ernst, baron von Danckelman(n) (ur. 24 lutego 1638 Lingen (Ems), zm. 10 sierpnia 1709 tamże) – niemiecki (pruski) dyplomata i prawnik. Był prezydentem rejencji Minden oraz sędzią w mieście Lingen (Ems). W latach 1690–1698 poseł Brandenburgii  w Londynie. 
W roku 1685 ożenił się z Henriną Geertruid Roelinck, siostrą Hermana Jana van Doorninck. Jego młodszym bratem był Nikolaus Batholomäus von Danckelman, wysłannik na kongres pokojowy w Ryswijk w 1697 roku.